# Maria Leonor Teixeira de Magalhães
Maria Leonor Teixeira de Magalhães, baronesa e viscondessa de Camargos  foi uma nobre brasileira.
Casou-se com Manuel Teixeira de Sousa, o primeiro barão de Camargos, tendo sido, depois de viúva, agraciada com o título de viscondessa. Faleceu em Florença.